# オボ (中央アフリカ共和国)
オボ（仏: Obo）は中央アフリカ共和国の都市で、オー・ムボム州の州都である。Google Earthに含まれる情報によれば人口は1万2787人。アフリカ大陸における到達不能極に接近している。また、ドナルド・E・リンキストが作り、後に放棄されたミッションスクールもオボに所在している。

## ギャラリー

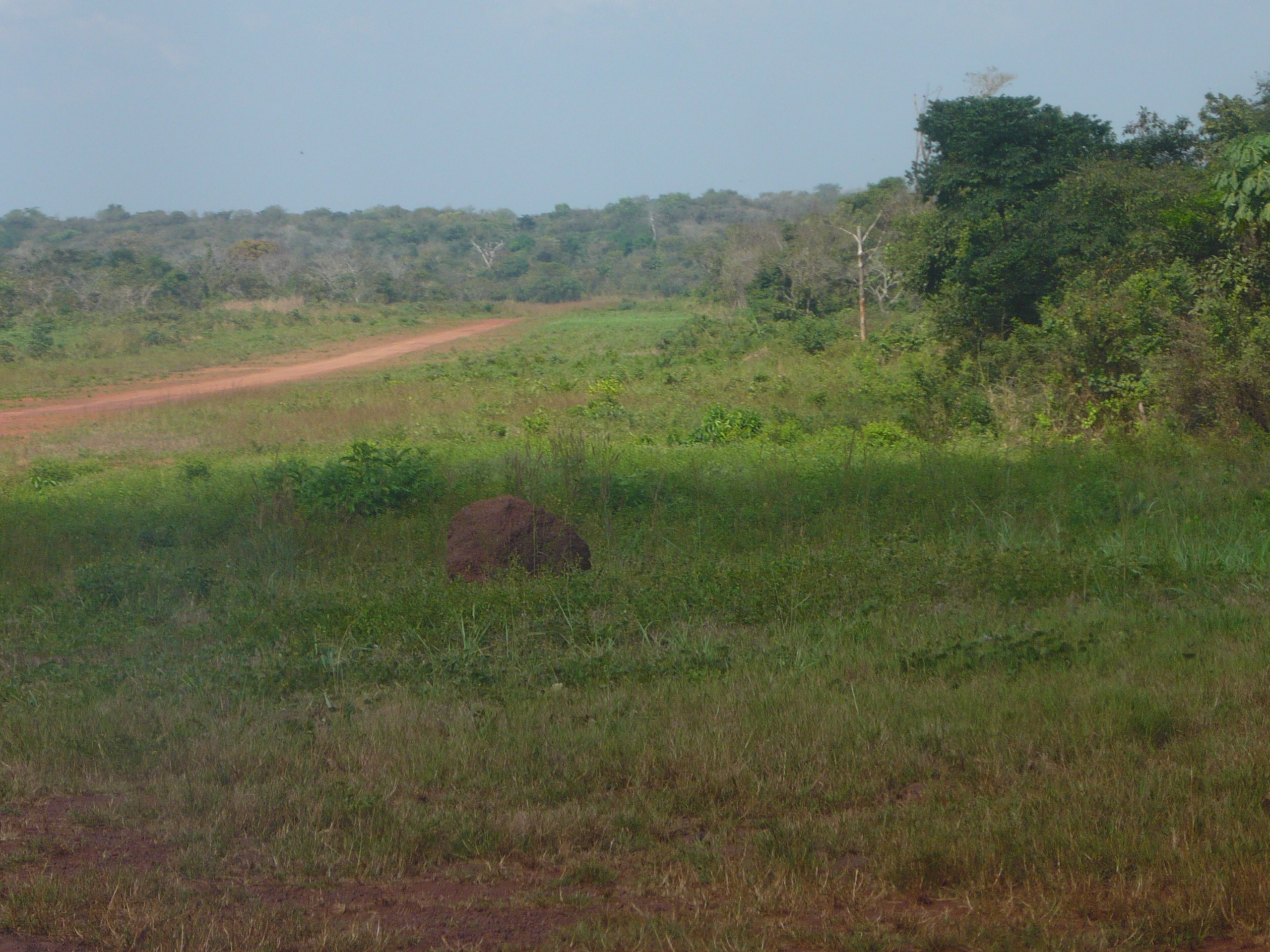
乾季のオボ・ミッション飛行場
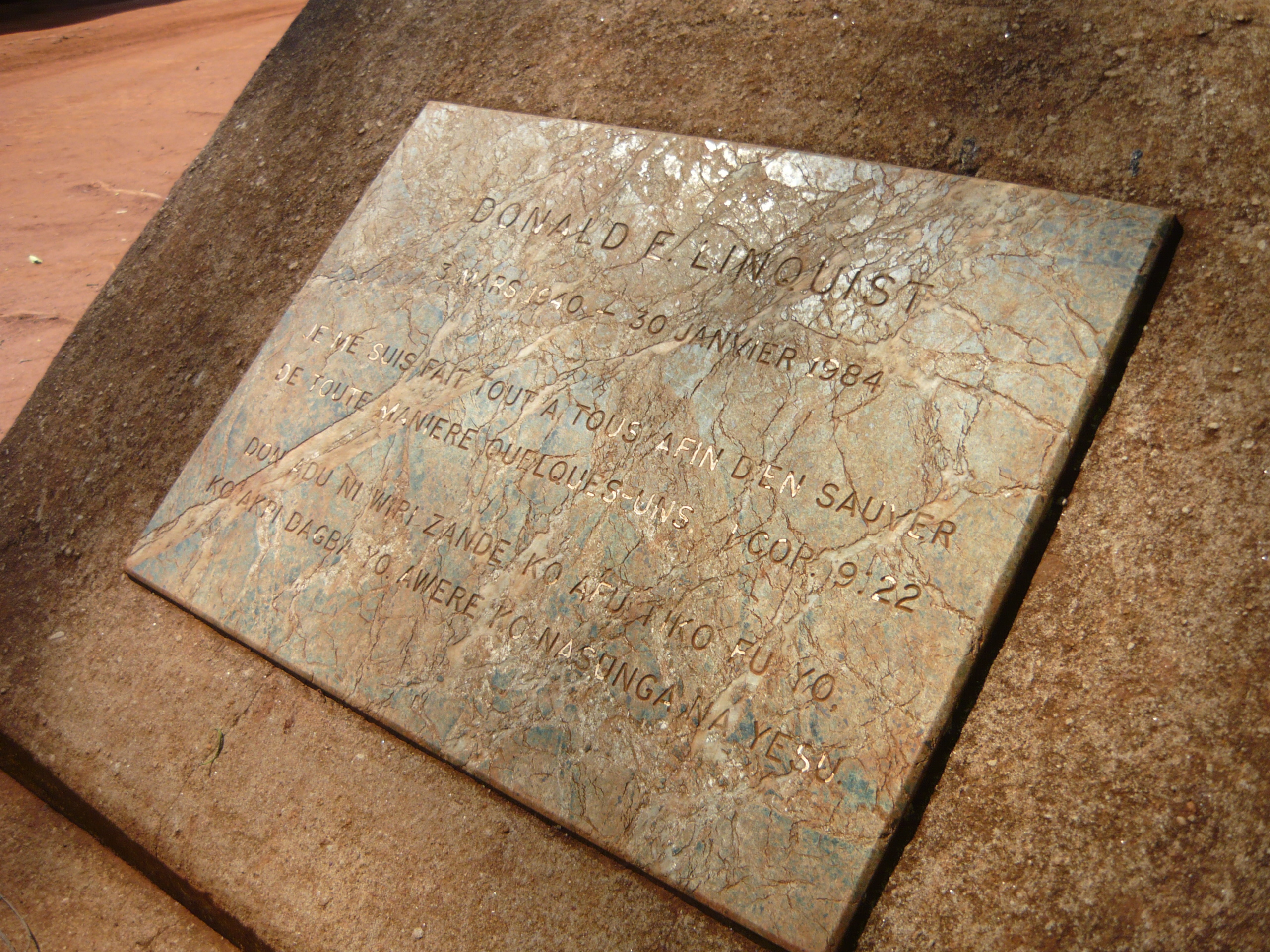
宣教師ドナルド・E・リンキストの墓石